# Bantusprog
Bantusprogene tales i det sydlige og centrale Afrika. Der er flere hundrede bantusprog, bl.a.
- Zulu i Sydafrika
- Swahili i Østafrika
- Kikongo i Centralafrika
- Umbundu i Angola
- Kimbundu i Angola

Bantu betyder oprindeligt folk, ntu betyder menneske og ba signiferer plural.